# INmusic festival
INmusic festival är en internationell musikfestival i Zagreb i Kroatien. Den äger rum årligen under 2-3 dagar i juni och hålls på den Kroatiska ungdomens ö (Otok hrvatske mladosti) belägen i sjön Jarun.
INmusic festival har en internationell karaktär och sedan starten 2006 har flera internationellt erkända artister uppträtt vid festivalen som är den största av sitt slag i landet. 2013 utsågs festivalen till en av världens främsta av National Geographic Traveler och The Huffington Post.

### Fotnoter
1. ↑  Inmusicfestival.com Arkiverad 12 januari 2014 hämtat från the Wayback Machine. - Festivalens officiella webbplats (engelska)
2. ↑  Europeiska delegationen i Kroatien Arkiverad 12 januari 2014 hämtat från the Wayback Machine. (engelska)